# Xosé Castro Veiga
José Castro Veiga, conegut com a O Piloto, (O Corgo, 11 de febrer de 1915 — Belesar, Chantada, 10 de març de 1965) fou l'últim maquis antifranquista, mort en combat per la guàrdia civil el 1965.
El seu malnom es devia a la seva condició de soldat (caporal) d'aviació, de la que va desertar per a lluitar en el bàndol republicà durant la guerra civil espanyola. Capturat a Madrid al final de la guerra, va ser condemnat a 30 anys de presó, fou indultat el 1943, però continua la seva activitat política en la clandestinitat, com a militant del Partit Comunista d'Espanya, fent-se passar per un treballador d'hospital. Fugint d'unes batudes a Madrid, aconseguí fugir a Galícia i marxà a la muntanya l'estiu de 1945. De seguida va formar la seva pròpia unitat amb el seu lloctinent Xosé Arias Cristo, composta de desertors de l'exèrcit i de la marina franquista, i la va instal·lar als contraforts orientals de la Serralada Cantàbrica, al sud de Lugo.
Des del 1946 van batre una zona amplísima de la línia Castroverde-O Corgo-Sobrado que arribava fins a Astúries i León, per la comarca dos Ancares (Pedrafita do Cebreiro, Paradela, Vila de Frades, Becerreá, Toldaos, As Nogais, San Román de Cervantes, Noceda i Navia de Suarna). Per aquesta zona va col·laborar amb la partida d'Antonio Crespo de Fuenteoliva, amb base en la Serra de Ancares (en la divisòria Lugo-Zamora). Després va ampliar encara més el radi d'acció fins a la zona de Monforte de Lemos-Quiroga-riu Sil, que travessaren sovint per a atacar el nord de la província d'Ourense.
El 27 de maig de 1954, en una dura trobada, va perdre el seu lloctinent i la major part dels seus homes a la zona de Paradela-Castro de Rei (al nord de Monforte de Lemos), cosa que l'obligà a estar inactiu el 1955-1956. Després va estar inactiu i a l'espera, donant de tant en tant algun "cop econòmic" (atracaments). Va reaparèixer a la mateixa zona el 1964, però fou reconegut per un antic company del servei militar a O Saviñao i denunciat. Pocs dies després fou abatut a Belesar, el 10 de març de 1965, a la vora de l'embassament de la central elèctrica, per la guàrdia civil de Chantada.